# Joseph Hubert Reinkens
Joseph Hubert Reinkens, född den 1 mars 1821 i Burtscheid, död den 4 januari 1896, var en tysk teolog. 
Reinkens blev teologie professor i Breslau 1857 och valdes i juli 1873 av det gammalkatolska partiet till gammalkatolsk biskop och tog som sådan Bonn till vistelseort. Han var verksam även som författare. Han behandlas i monografier av Willibald Beyschlag, "Bischof Reinkens" (1896), och Joseph Martin Reinkens, "Joseph Hubert Reinkens" (1906).